# Francisco Núñez de Oria
Francisco Núñez de Oria, Doria, de Orea o de Coria (Casarrubios del Monte, provincia de Toledo, siglo XVI) fue un médico, higienista, sexólogo, poeta y humanista español del Renacimiento.

## Biografía
Poco se sabe sobre él hasta el momento. Según Nicolás Antonio era doctor en medicina y poeta latino de no ínfimo grado, y escribió Regimiento y avisos de Sanidad, uno de los regimina sanitatis más relevantes entre los impresos en la España renacentista; la obra se divide en dos partes; en la primera se analizan todos los alimentos consumidos en su época, incluidos algunos recién llegados de América, y se ofrecen indicaciones precisas sobre los efectos en la salud de cada uno y las formas más saludables de consumirlos; en la segunda, se ofrecen consejos sanitarios sobre el coito y la higiete; esta segunda parte es en realidad su Tractado del uso de las mugeres, que conoció otras ediciones suelta o inserta en otras obras del autor. En hexámetros latinos escribió La Lyra Heroica, dividida en 14 libros, sobre el gran héroe épico Bernardo del Carpio; lleva un prólogo del humanista Juan López de Hoyos. Nació en Casarrubios del Monte y su nombre aparece como autor de un poema dedicado a Felipe II. Escribió tratados de higiene, medicina y sexología, siendo en esta última materia uno de los pioneros en España por su Tractado del uso de las mugeres.

## Obras
- Auiso de sanidad que trata de todos los géneros de alimentos y del regimiento de la sanidad co[m]prouado por los más insignes y graues doctore, Madrid: por Pierres Cusin, 1572.
- Lyrae heroycae, Salamanca: Matías Gast, 1581.
- Tractado del uso de las mugeres, y como sea dañoso, y como provechoso, y que cosas se ayan de hazer para la tentación de la carne, y del sueño y vaños, Madrid: Pierres Cusin (Cosin o Cousin), 1572.
- Regimiento y aviso de sanidad de todos los géneros de alimentos y del regimiento de ello (Medina del Campo: Francisco del Canto, 1586). Incluye una segunda versión del Tratado del uso de las mujeres
- Tratado de medicina (1569). Incluye otra versión del Tratado del uso de las mujeres